# Фортсон, Эбби Райдер
Эбби Райдер Фортсон (англ. Abby Ryder Fortson; род. 14 марта 2008, Бербанк) — американская актриса.

## Биография
Эбби Райдер Фортсон родилась 14 марта 2008 года в Бербанке, Калифорния, США в семье актёра Джона Фортсона и актрисы Кристи Линн Смит. У Эбби есть младший брат Джошуа (род. 2012).
В 2012 году Эбби снялась в рекламе Chili’s, Edward Jones, Kmart, NCTA Cable, Chevrolet. Дебютировала на телевидении в 2013 году с эпизодической ролью в сериале «Проект Минди». Затем снималась в сериалах «Очевидное», «Шёпот», фильме «Человек-муравей», за роль в котором была номинирована на премию «Young Entertainer Awards» в категории «Лучшая молодая актриса второго плана в полнометражном фильме». С 2015 по 2016 год снималась в сериале «Вместе». Также в 2016 году участвовала в озвучивании одного из эпизодов мультсериала «Майлз с другой планеты».
В 2018 году вышли два фильма с её участием — «Навсегда моя девушка» и «Человек-муравей и Оса».
В 2019 году снялась в фильме «Собачья жизнь 2».

## Фильмография
| Год       |     | Русское название               | Оригинальное название                | Роль                                  |
| --------- | --- | ------------------------------ | ------------------------------------ | ------------------------------------- |
| 2013      | с   | Проект Минди                   | The Mindy Project                    | Клементина                            |
| 2014      | ф   | Сердце вдребезги               | Playing It Cool                      | маленькая девочка                     |
| 2014      | с   | Очевидное                      | Transparent                          | Элла Новак                            |
| 2015      | ф   | Человек-муравей                | Ant-Man                              | Кэсси Лэнг                            |
| 2015      | с   | Шёпот                          | The Whispers                         | Харпер Вейл                           |
| 2015—2016 | с   | Вместе                         | Togetherness                         | Софи Пирсон                           |
| 2016      | кор | Номинальный                    | Rated                                | Ханна Митчелл                         |
| 2016      | мс  | Майлз с другой планеты         | Miles from Tomorrowland              | Нири                                  |
| 2016      | тф  | Альберт                        | Albert                               | молодое деревце                       |
| 2018      | ф   | Навсегда моя девушка           | Forever My Girl                      | Билли                                 |
| 2018—2019 | мс  | Тролли                         | Trolls: The Beat Goes On!            | Присцилла                             |
| 2018      | ф   | Человек-муравей и Оса          | Ant-Man and Wasp                     | Кэсси Лэнг                            |
| 2018      | с   | Комната 104                    | Room 104                             | Эль                                   |
| 2019      | ф   | Собачья жизнь 2                | A Dog's Journey                      | юная Си Джей                          |
| 2019      | мс  | П.У.П.С.                       | T.O.T.S.                             | Тара                                  |
| 2020      | с   | Рассказы из петли              | Tales from the Loop                  | маленькая девочка / Лоретта в детстве |
| 2020      | мс  | Утиные истории                 | DuckTales                            | маленькая девочка                     |
| 2020—2021 | мс  | Троллитопия                    | TrollsTopia                          | Присцилла                             |
| 2022      | ф   | Ты здесь, Бог? Это я, Маргарет | Are You There God? It's Me, Margaret | Маргарет                              |

## Награды и номинации
| Год  | Премия                                     | Номинация                                                    | Работа          | Результат |
| ---- | ------------------------------------------ | ------------------------------------------------------------ | --------------- | --------- |
| 2015 | Young Entertainer Awards                   | Лучшая молодая актриса второго плана в полнометражном фильме | Человек-муравей | Номинация |
| 2017 | Idyllwild International Festival of Cinema | Лучшая молодая актриса                                       | Номинальный     | Победа    |